# Razdolnaja
Razdolnaja (rusky Раздольная) je řeka v provincii Chej-lung-ťiang v ČLR a Přímořském kraji v Rusku. Je 242 km dlouhá. Povodí má rozlohu 16 000 km².

## Průběh toku
Ústí do Amurského zálivu Japonského moře, přičemž vytváří deltu. Na řece leží město Ussurijsk.

## Vodní stav
Zdroj vody je převážně dešťový. Průměrný průtok vody činí 81,3 m³/s. Zamrzá v listopadu a rozmrzá v první polovině dubna.